# Hœrdt
 Hœrdt (en alsacià Herdt) és un municipi francès, situat a la regió del Gran Est, al departament del Baix Rin. L'any 1999 tenia 4.123 habitants.
Forma part del cantó de Brumath, del districte de Haguenau-Wissembourg i de la Comunitat de comunes de la Basse-Zorn.

## Demografia
| 1962  | 1968  | 1975  | 1982  | 1990  | 1999  |
| ----- | ----- | ----- | ----- | ----- | ----- |
| 3.560 | 3.819 | 3.792 | 3.699 | 3.836 | 4.123 |

## Administració
| Període   | Identitat        | Partit |
| --------- | ---------------- | ------ |
| 2001-2008 | Alfred Maechling |        |
| 2008-     | Denis Riedinger  |        |